# Dear Catastrophe Waitress
Dear Catastrophe Waitress är ett musikalbum av Belle and Sebastian, släppt den 6 oktober 2003 på Rough Trade Records. 

## Låtlista
1. "Step into My Office, Baby" – 4:12
2. "Dear Catastrophe Waitress" – 2:22
3. "If She Wants Me" – 5:05
4. "Piazza, New York Catcher" – 3:03
5. "Asleep on a Sunbeam" – 3:22
6. "I'm a Cuckoo" – 5:26
7. "You Don't Send Me" – 3:08
8. "Wrapped Up in Books" – 3:34
9. "Lord Anthony" – 4:14
10. "If You Find Yourself Caught in Love" – 4:15
11. "Roy Walker" – 2:57
12. "Stay Loose" – 6:41